# Clifford Coupland
Clifford Coupland (29 tháng 5 năm 1900 – 30 tháng 1 năm 1969) là một cầu thủ bóng đá người Anh thi đấu ở vị trí wing half.